# Willie Fung

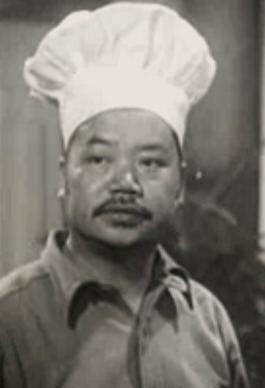
Willie Fung in dem Film Secret Valley (1937)

Willie Fung (* 3. März 1896 in Guangzhou, Chinesisches Kaiserreich; † 16. April 1945 in Los Angeles, Kalifornien) war ein US-amerikanischer Schauspieler chinesischer Herkunft.

## Leben und Karriere
Der gebürtige Chinese wanderte als junger Mann in die Vereinigten Staaten aus. Zunächst arbeitete er als Erdnussverkäufer, bis er überraschend eine Rolle im Film Hurricane's Gal erhielt. Es war der Auftakt einer langen Filmkarriere, in den nächsten zwei Jahrzehnten spielte Fung in rund 135 Hollywoodfilmen. Häufig fielen seine Rollen klein aus und erhielten keinen Credit im Vor- oder Abspann, doch gelegentlich erhielt er auch größere Nebenrollen. Meist musste er im rassistisch geprägten Amerika der 1930er-Jahre asiatische Stereotypen wie den einfältigen Bediensteten, Koch oder Wäscher verkörpern. Gelegentlich spielte Fung auch bedrohliche Figuren, beispielsweise als Verfolger von Dolores Costello im Stummfilm Old San Francisco. Der kleine, korpulente Charakterdarsteller erarbeitete sich einen guten Ruf als Szenenstehler und Comic Relief, für einige Auftritte erhielt Lob von der Presse. Zu seinen bekannteren Rollen zählen sein Auftritt als albern wirkender Hausdiener im Liebesdrama Dschungel im Sturm (1932) neben Clark Gable und Jean Harlow sowie ein hinterhältiger Spion in Rekrut Willie Winkie (1937) an der Seite von Kinderstar Shirley Temple.
In den 1930er-Jahren eröffnete er das chinesische Restaurant Lotus Land in Hollywood, in dem unter anderem Henry Miller und Paul Muni zu den Gästen gehörten. Miller schrieb über Fung: „Wenn er lachte, war es als ob die Sonne über Waikīkī untergeht.“ Er starb nur einen Monat nach seinem 49. Geburtstag an einem Herzinfarkt.

## Filmografie (Auswahl)
- 1922: Hurricane’s Gal
- 1924: Das eiserne Pferd (The Iron Horse)
- 1924: Im Sande der Arena (Thundering Hoofs)
- 1926: Der Rabe von London (The Blackbird)
- 1926: Der Schrecken von Singapore (The Road to Mandalay)
- 1926: The Two-Gun Man
- 1926: Brand im Osten (Tell It to the Marines)
- 1926: Wer niemals einen Kuß geküsst (Chip of the Flying U)
- 1927: Die letzten Tage von San Francisco (Old San Francisco)
- 1929: The Black Book
- 1930: Dangerous Paradise
- 1931: Night Nurse
- 1932: Union Depot
- 1932: Shanghai-Express
- 1932: Reise ohne Wiederkehr (One Way Passage)
- 1932: Dschungel im Sturm (Red Dust)
- 1932: Die Maske des Fu-Manchu (The Mask of Fu Manchu)
- 1932: Self-Defense
- 1933: The Bitter Tea of General Yen
- 1933: Die Hafen-Annie (Tugboat Annie)
- 1934: Die Spielerin (Gambling Lady)
- 1934: A Lost Lady
- 1934: Sequoia – Herrin der Wildnis (Sequoia)
- 1935: Ein Butler in Amerika (Ruggles of Red Gap)
- 1935: Öl für die Lampen Chinas (Oil for the Lamps of China)
- 1935: Mädchen in Shanghai (Shanghai)
- 1935: Abenteuer im Gelben Meer (China Seas)
- 1936: Stowaway
- 1936: Der General starb im Morgengrauen (The General Died at Dawn)
- 1936: Kleinstadtmädel (Small Town Girl)
- 1936: White Hunter
- 1936: Sonnenscheinchen (Stowaway)
- 1936: Secret Valley
- 1937: In den Fesseln von Shangri-La (Lost Horizon)
- 1937: Rekrut Willie Winkie (Wee Willy Winky)
- 1937: The Trigger Trio
- 1937: Frisco-Express (Wells Fargo)
- 1938: Sinners in Paradise
- 1938: Zu heiß zum Anfassen (Too Hot to Handle)
- 1939: Südsee-Nächte (Honolulu)
- 1939: Damals in Hollywood (Hollywood Calvacade)
- 1939: 6,000 Enemies
- 1940: The Great Profile
- 1940: Das Haus der sieben Sünden (Seven Sinners)
- 1940: Das Geheimnis von Malampur (The Letter)
- 1941: The Gay Falcon
- 1941: Public Enemies
- 1942: Helden der Lüfte (Captains of the Clouds)
- 1942: Die Freibeuterin (The Spoilers)
- 1942: Destination Unknown
- 1942: Der Besessene von Tahiti (The Moon and Sixpence)
- 1942: Der Seeräuber (The Black Swan)
- 1942: Tarzans Abenteuer in New York (Tarzan’s New York Adventure)
- 1944: Die Abenteuer Mark Twains (The Adventures of Mark Twain)